# Мамбо Итальяно
«Мамбо Итальяно» — художественный фильм 2003 года режиссёра Эмиля Годро. Картина получила 11 номинаций на различные премии («Canadian Comedy Awards», «Genie Awards» и другие).

## Сюжет
Анджело Барберини — сын итальянских эмигрантов Джино и Марии, которые случайно оказались в Канаде, а не в США. У парня есть мечта детства — он хочет стать телесценаристом, но вынужден работать оператором туристических услуг.
Анжело — гей, в своей отдельной квартире он живёт со своим бойфрендом Нино, который работает полицейским. Молодые люди знакомы и дружат с детства. С тех пор, как родители Анжело и сицилийская мать Нино узнали об однополой связи своих чад, вся жизнь семейств пошла наперекосяк. Родители пытаются искусственно изменить ситуацию, познакомив сыновей с девушками. Но из этого ничего не выходит.

## В ролях
- Люк Кёрби — Анджело Барберини
- Клаудио Ферри — Анна Барберини
- Питер Миллер — Нино Павенти
- Пол Сорвино — Джино Барберини
- Жинетт Рено — Мария Барберини
- Мэри Уолш — Лина Павенти
- Виктория Санчес — девушка

## Музыка в фильме
В финале фильма звучит версия песни I Will Survive.